# Tornado (catamaran)
Pour les articles homonymes, voir Tornado.
Le Tornado est une classe de catamaran dessinée en 1966 par l’architecte britannique Rodney March, et mise au point avec l'aide de Terry Pierce et Reg White dans le but de participer à la sélection du modèle international Classe B (longueur 6,09 m) organisée par la IYRU. Il gagna la sélection ; déclaré série olympique en 1973, il courut ses premiers Jeux olympiques à Montréal, en 1976. C’est encore en 2008 le seul catamaran olympique.
Depuis 1996, le Tornado est équipé d’un deuxième trapèze ainsi que d’un spinnaker. Depuis 2005, le mât est non plus en aluminium, mais en carbone. En novembre 2008, il perd son statut olympique pour les Jeux de 2012.

## Caractéristiques techniques
Long de 6,09 m et large de 3,05 m, le Tornado est une machine particulièrement rapide sur un parcours olympique. Composé d'une grand-voile entièrement lattée avec bôme, foc et spi, sa voilure représente une superficie totale de 49 mètres carrés.
Beaucoup des bateaux de la course au large ont profité des innovations mises en place sur le Tornado. Par exemple, des matériaux comme le nid d’abeille ou le sandwich ont été testés sur ce bateau.[réf. nécessaire]
Un très grand nombre de marins de renommée internationale sont issus du monde du Tornado.

## Performances françaises
Le titre olympique a été remporté à deux reprises par un équipage français. Il y a tout d’abord Nicolas Hénard et Jean-Yves Le Déroff en 1988 à Séoul. Puis Nicolas Hénard a réitéré en 1992 à Barcelone en étant cette fois-ci associé à Yves Loday. Cette paire a également remporté le championnat d’Europe de la série en 1992.
En 1990, l'équipage Christophe Clévenot - Maurice Eisenblaetter devient le premier Français, et le seul à ce jour, champion du Monde.
En 2002, Olivier Backes et Laurent Voiron ont été sacrés champions d’Europe.
En 2004, François Gabart est champion du Monde catégorie Jeunes.
En 2005, Xavier Revil et Christophe Espagnon finissent troisièmes au mondial de La Rochelle.
En 2006, Olivier Backes, Paul Ambroise Sevestre et Xavier Revil, Christophe Espagnon, les 2 premières places au test event de Qingdao.
Après plusieurs classements, Alexandre Guyader obtient une place de 3e au Championnat du Monde de 2008 et devient vice-champion au Championnat d'Europe la même année.

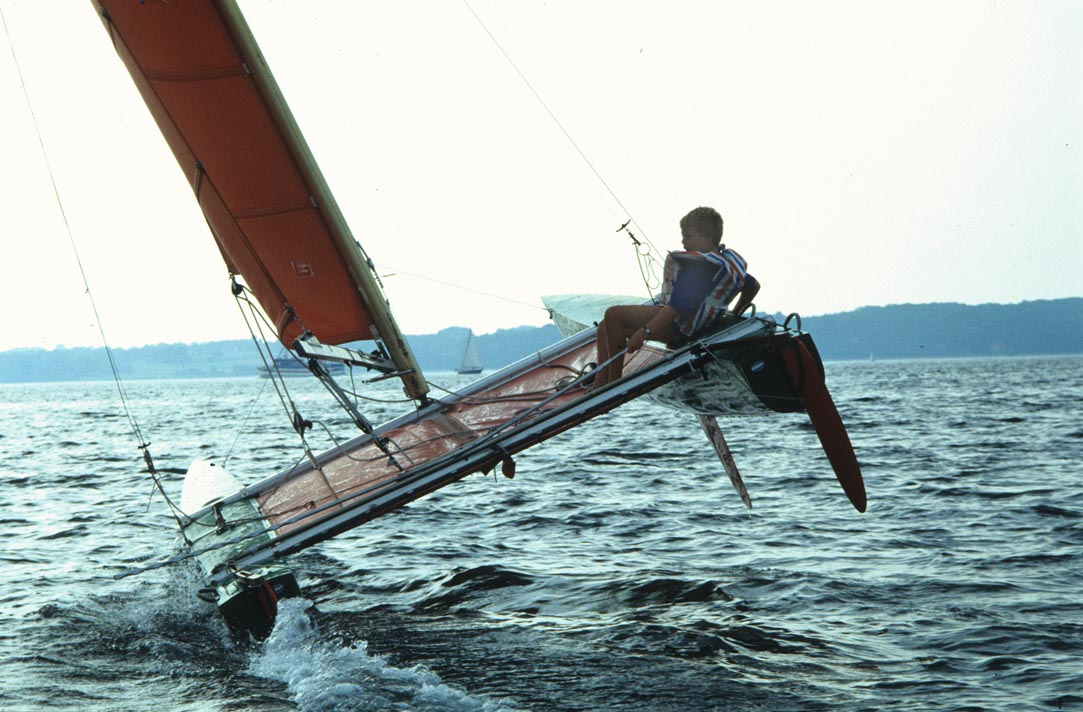
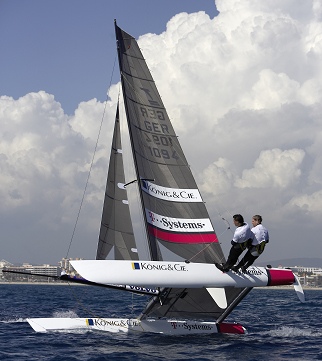